# Аксель Рюдін
Аксель Рюдін (швед. Axel Rydin, 14 лютого 1887 — 31 травня 1971) — шведський яхтсмен.
Олімпійський чемпіон 1920 року в класі 40 м².